# 当尾村 (京都府)
当尾村（とうのおむら）は、京都府相楽郡にあった村。現在の木津川市の南東端にあたる。

## 地理
- 山：御本陣山
- 河川：赤田川、新川、大谷川

## 歴史
- 1889年（明治22年）4月1日 - 町村制の施行により、辻村・尻枝村・南下手村・北下手村・森村・高去村・勝風村・大畑村・岩船村・西小村・東小上村・東小下村・北大門村・南大門村の区域をもって発足。
- 1951年（昭和26年）4月1日 - 加茂町に編入。同日当尾村廃止。

## 名所・旧跡・観光スポット・祭事・催事
- 浄瑠璃寺
- 岩船寺
- 当尾の石仏群